# 崔璵 (正統進士)
崔璵（1422年—？），字宗器，順天府宛平縣人，官籍。明朝政治人物。進士出身。

## 生平
順天府鄉試第七十六名。正統十年（1445年）乙丑科會試第八十五名，殿試登進士第二甲第五名。

## 家族
曾祖崔士原，曾任元都水監丞贈太僕寺少卿。祖父崔奎，曾任太僕寺少卿。父亲崔祐。